# Tortricídeos
Tortricídeos (Tortricidae) é uma família de insectos da ordem Lepidoptera.